# 阿讷西大神学院
阿讷西大神学院（Grand Séminaire d'Annecy）是法国奥弗涅-罗讷-阿尔卑斯大区上萨瓦省的省会阿讷西的一座十七世纪宗教建筑，建于1684-1688年，为天主教日内瓦教区和后来的天主教阿讷西教区培训神父。
1974年7月9日，其立面和屋顶部分登记为法国历史遗迹。

## 历史
大神学院由日内瓦采邑主教阿伦森亚历克斯的若望蒙席倡议创建。工程开始于1684年，1688年完成。
在1792年法国大革命期间，该建筑被国家没收。1815年，该建筑恢复宗教用途，直到1973年。
1973年，该建筑为上萨瓦省政府购买，改为省立档案馆。神学院建筑内目前设有上萨瓦艺术与历史音乐学院（Conservatoire d'Art et d'Histoire de Haute-Savoie），自1977年以来，系统地收藏艺术品。
1974年，立面和屋顶部分被列为法国历史遗迹。

### 名人
- 让-雅克·卢梭，学生[4] ;
- 刘格來 (François-Régis Clet，1748-1820)，传教士，在中国被杀[4] ;